# Guiyu oneiros
Guiyu oneiros (лат.) — вид древних вымерших лопастепёрых рыб из монотипического рода Guiyu. Род является одним из самых ранних в классе.

## Описание
Эта рыба жила в конце силурийского периода (около 419 млн лет назад) на территории современного Китая. Длина от кончика головы до кончика хвоста составляла около 33 см.
Рыба объединяет в себе черты как лучепёрых, так и лопастепёрых рыб. Например, череп разделён на отдельные передние и боковые кости, как и у других лопастепёрых, а вот кости щёк больше похожи на ранних лучепёрых. Элементы плечевого пояса характерны для ранних челюстноротых, в том числе хрящевых рыб.

## Этимология названия
С мандаринского Guiyu означает рыба-призрак (鬼, guǐ — призрак, 鱼, yú — рыба). С греческого όνειρος, óneiros значит «сновидение».